# Ottó Szabó
Ottó Szabó (Příbram, 1º marzo 1981) è un ex calciatore slovacco, di ruolo difensore.

## Carriera

### Nazionale
Ha collezionato 3 presenze con la maglia della propria Nazionale.

## Palmarès

### Club

#### Competizioni nazionali
- Supercoppa d'Ungheria: 1

MTK Budapest: 2003
- Supercoppa di Slovacchia: 1

Artmedia Petržalka: 2008